# Малютка (село)
Малю́тка (до 1948 года Мона́й Тата́рский; укр. Малютка, крымскотат. Tatar Manay, Татар Манай) — исчезнувшее село в Раздольненском районе Республики Крым, располагавшееся на востоке района, в степной части Крыма, примерно в 1 километре к юго-востоку от современного села Ковыльное.

### Динамика численности населения
| - 1806 год — 78 чел. - 1892 год — 32 чел. - 1900 год — 116 чел. | - 1915 год — 28/18 чел. - 1926 год — 102 чел. - 1939 год — 128 чел. |

## История
Первое документальное упоминание села встречается в Камеральном Описании Крыма… 1784 года, судя по которому, в последний период Крымского ханства Митаи входил в Мангытский кадылык Козловскаго каймаканства. После присоединения Крыма к России (8) 19 апреля 1783 года, (8) 19 февраля 1784 года, именным указом Екатерины II сенату, на территории бывшего Крымского ханства была образована Таврическая область и деревня была приписана к Евпаторийскому уезду. После павловских реформ, с 1796 по 1802 год входила в Акмечетский уезд Новороссийской губернии. По новому административному делению, после создания 8 (20) октября 1802 года Таврической губернии, Монай был включён в состав Джелаирской волости Евпаторийского уезда.
По Ведомости о волостях и селениях, в Евпаторийском уезде с показанием числа дворов и душ… от 19 апреля 1806 года в деревне Манай числилось 12 дворов, 72 крымских татарина, 5 цыган и 1 ясырь. На военно-топографической карте генерал-майора Мухина 1817 года деревня Манай обозначена с 16 дворами. После реформы волостного деления 1829 года Манай, согласно «Ведомости о казённых волостях Таврической губернии 1829 года» отнесли к Атайской волости (переименованной из Джелаирской). На карте 1836 года в деревне 21 двор, как и на карте 1842 года.
В 1860-х годах, после земской реформы Александра II, деревню приписали к Биюк-Асской волости. По обследованиям профессора А. Н. Козловского 1867 года, вода в колодцах деревни Монай была пресная, а их глубина достигала 20—30 саженей (42—63 м). Согласно «Памятной книжке Таврической губернии за 1867 год», деревня Манай была покинута жителями в 1860—1864 годах, в результате эмиграции крымских татар, особенно массовой после Крымской войны 1853—1856 годов, в Турцию и лежала в развалинах, но на карте 1865 года отмечен хутор Монай. Согласно «…Памятной книжке Таврической губернии на 1892 год», уже в деревне Монай, входившей в Аипский участок, было 32 жителя в 4 домохозяйствах.
Земская реформа 1890-х годов в Евпаторийском уезде прошла после 1892 года, в результате Монай приписали к Коджанбакской волости. По «…Памятной книжке Таврической губернии на 1900 год» в деревне числилось 116 жителей в 18 дворах. В 1913 году в деревне велось строительство мектеба. По Статистическому справочнику Таврической губернии. Ч.II-я. Статистический очерк, выпуск пятый Евпаторийский уезд, 1915 год, в деревне Монай (вакуф) Коджамбакской волости Евпаторийского уезда числилось 4 дворов с татарским населением в количестве 28 человек приписных жителей и 18 — «посторонних», из которых 36 мужчин и 10 женщин. Жители землёй не владели, на вакуфе числилось 430 десятин земли. В хозяйствах имелось 52 лошади, 40 волов, 11 коров и 136 голов мелкого скота.
После установления в Крыму Советской власти, по постановлению Крымревкома от 8 января 1921 года № 206 «Об изменении административных границ» была упразднена волостная система и село вошло в состав Бакальского района Евпаторийского уезда, а в 1922 году уезды получили название округов. 11 октября 1923 года, согласно постановлению ВЦИК, в административное деление Крымской АССР были внесены изменения, в результате которых округа были отменены, Бакальский район упразднён и село вошло в состав Евпаторийского района. Согласно Списку населённых пунктов Крымской АССР по Всесоюзной переписи 17 декабря 1926 года, в селе Монай (татарский), в составе упразднённого к 1940 году Черкезского сельсовета Евпаторийского района, числилось 28 дворов, все крестьянские, население составляло 102 человека, все татары. Постановлением ВЦИК РСФСР от 30 октября 1930 года был создан Фрайдорфский еврейский национальный район (переименованный в 1944 году в Новосёловский) еврейский национальный район Монай татарский включили в его состав. В январе 1935 года был выделен Ак-Шеихский район (переименованный указом ВС РСФСР № 621/6 от 14 декабря 1944 года в Раздольненский) и село включили в его состав. По данным всесоюзной переписи населения 1939 года в селе проживало 128 человек.
В 1944 году, после освобождения Крыма от фашистов, согласно Постановлению ГКО № 5859 от 11 мая 1944 года, 18 мая крымские татары были депортированы в Среднюю Азию. С 25 июня 1946 года Монай в составе Крымской области РСФСР. Указом Президиума Верховного Совета РСФСР от 18 мая 1948 года, Монай татарский переименовали в Малютку. 26 апреля 1954 года Крымская область была передана из состава РСФСР в состав УССР. Время включения в Ковыльновский сельсовет пока не установлено: на 15 июня 1960 года село уже числилось в его составе. Ликвидирована к 1968 году (согласно справочнику «Крымская область. Административно-территориальное деление на 1 января 1968 года» — в период с 1954 по 1968 годы, как посёлок Ковыльновского сельсовета).